# Сенкевич, Генрик
Ге́нрик А́дам Алекса́ндер Пи́ус Сенке́вич (пол. Henryk Adam Aleksander Pius Sienkiewicz), также Генрих (Генрик) Иосифович Сенкевич (5 мая 1846, Воля-Окшейская на Подляшье, Царство Польское, Российская империя — 15 ноября 1916, Веве, Швейцария) — польский писатель

, известный в первую очередь как автор исторических романов, лауреат Нобелевской премии по литературе 1905 года. Наряду с Элизой Ожешко и Болеславом Прусом принадлежал к плеяде выдающихся польских реалистов XIX века.
Член-корреспондент (с 1896) и почётный академик (с 1914) Императорской Санкт-Петербургской академии наук по отделению русского языка и словесности.
Наиболее известные произведения Сенкевича — его историческая трилогия о Польше XVII века, роман «Quo vadis» о ранних христианах и роман «Крестоносцы» о Грюнвальдской битве. Эти книги были с восторгом приняты польской публикой, стали частью национальной классики и обрели широкую известность за пределами Польши. Генрик Сенкевич был самым издаваемым в Польше автором художественной литературы в 1944—2004 годах: в этот период было выпущено 868 изданий его произведений общим тиражом 35,851 млн экземпляров.

## Биография
Генрик Сенкевич родился 5 мая 1846 года недалеко от города Лукова, в имении Воля-Окшейска, ныне деревне в центральной части Люблинского воеводства, входившего тогда в состав Российской империи, в обедневшей шляхетской семье. Предки писателя по отцовской линии происходили из татар, поселившихся на территории Великого княжества Литовского во времена правления князя Витовта, т. н. «липков», лишь в XVIII веке перешедших из ислама в католичество. Мать происходила из белорусско-литовской шляхты. Семья обладала правом использовать польский герб Ошик. У Генрика было пять братьев и сестёр: старший брат Казимеж (умер во время январского восстания) и четыре сестры: Анела, Елена, Зофия и Мария.
Его семья несколько раз переезжала, а молодой Генрик провёл своё детство в семейных имениях в Грабовце-Гурне, Венжичине и Буржеце. В сентябре 1858 года он начал своё образование в Варшаве, где семья наконец поселилась в 1861 году, купив многоквартирный дом в Пражском районе восточной Варшавы. Он получил относительно плохие школьные оценки, за исключением гуманитарных наук, особенно польского языка и истории. Из-за тяжёлого положения 19-летний Сенкевич устроился на работу наставником для семьи Вейхеров в Плоньске. Вероятно, именно в этот период Сенкевич написал свой первый роман «Ofiara» («Жертвоприношение»); считается, что он уничтожил рукопись неизданного романа.
В 1866—1870 годах учился на медицинском и историко-филологическом факультетах в Главной школе (с 1869 года — Варшавский университет). В печати дебютировал студентом в журнале «Еженедельное обозрение» («Przegląd Tygodniowy», 1869). С 1873 года — постоянный фельетонист «Газеты польской» («Gazeta Polska»). С 1874 года заведовал литературным отделом еженедельника «Нива» («Niwa»), с 1882 года — редактор консервативной газеты «Слово» («Słowo»).
В 1881 году женился на Марии Шеткевич, в браке родилось двое детей, но Мария скончалась от туберкулёза в 1885 году. В 1888 году анонимный поклонник предоставил ему 15 тысяч рублей, на которые Сенкевич создал фонд имени своей покойной жены, выплачивавший стипендии больным туберкулёзом деятелям культуры (стипендиями фонда пользовались, в частности, Мария Конопницкая, Станислав Выспянский, Казимеж Тетмайер). Второй брак с юной Марией Володкович из Одессы (1893) завершился разрывом уже во время свадебного путешествия в Италию. В 1895 году римская курия согласилась дать им развод. В 1904 году женился на своей племяннице Марии Бабской.
Посетив США (1876—1879), опубликовал «Письма из путешествия» (1876—1878). По возвращении в Европу некоторое время жил в Париже, в 1879 году был во Львове, затем побывал в Венеции и Риме. С тех пор много путешествовал, многократно меняя место жительства (Австрия, Англия, Италия, Литва, Франция, Швейцария, в 1886 году — Румыния, Болгария, Турция, Греция, в 1891 — Египет и Занзибар, а также в др. странах). В 1900 году, в связи с 25-летием литературной деятельности, Сенкевичу было подарено имение Обленгорек (Oblęgorek) в гмине Стравчин в Келецком повяте, приобретённое на собранные общественностью средства (сейчас — музей писателя).
Большим успехом у театральной публики пользовались драматические переработки произведений автора, сделанные Софией Меллеровой совместно с Яном Канти Галасевичем.
С началом Первой мировой войны выехал в Швейцарию. Возглавил Комитет помощи жертвам войны в Польше. Скончался 15 ноября 1916 года в Веве, на 71 году жизни. После смерти Сенкевича в Веве (Швейцария) его прах первоначально был захоронен в местном католическом храме, а в 1924 году перенесён в Варшаву и погребён в крипте кафедрального собора Св. Иоанна Крестителя.

## Творчество
Ранние работы Сенкевича характеризуют его как приверженца «варшавского позитивизма» — возникшего в польской литературе после подавления восстания 1863 года и последовавших за ним репрессий направления, стремящегося приспособиться к реальной жизни и проанализировать её, — однако, в отличие от других польских позитивистов, он был также и консерватором. Под натиском окружающей действительности присущий позитивистам оптимизм сменился глубоким разочарованием, что вызвало у него идею поддержать патриотический дух обращением к историческому прошлому. Любая тема произведений писателя проникнута чувством протеста поляка против угнетения родины.
В ранних повестях и рассказах наблюдается интерес к темам угасания патриархального быта («Старый слуга», 1875; «Ганя», 1876; «Селим Мирза», 1877 — «малая трилогия») и судьбы крестьянства («Наброски углём», 1877; «Ангел», 1878; «Янко-музыкант», 1879). Последний стал самым популярным из рассказов Сенкевича в России: только до 1917 года он издавался около 40 раз, был переведён В. Г. Короленко. В рассказе «За хлебом» (1880) описывается полное невзгод путешествие в Америку отца и дочери — обедневших польских крестьян и их гибель там в совершенной нищете.
Рассказ «На маяке» (1881) повествует о тоске по родине заброшенного на чужбину поляка — участника восстания. Дальнейшая судьба героя прослеживается в рассказе «Встреча в Марипозе» (1882). Сенкевич сообщает в нём от своего имени знаменательную деталь: во время поездки в Соединённые Штаты, записываясь в гостиничных книгах, он неизменно добавлял: «Из Польши» — страны, которой не было на географических картах того времени.
В рассказе «Бартек-победитель» (1882) языком горькой сатиры говорится об онемечивании и глумлении над польским мужиком в находившейся под властью Пруссии части Польши (Герцогство Познанское); в «Орсо» (1879) и «Сахем» (1889) — об истреблении индейцев в Америке. Очевидна параллель между трагическими судьбами главных героев и жизнью поляков под гнётом оккупации.
Темы многих романов Сенкевича присутствуют в написанных им ранее рассказах: «Татарский плен» (1880) предваряет трилогию, «Та, третья» (1888) — романы о современности, «Пойдём за Ним» (1893) — «Quo vadis».
В историческую трилогию входят романы «Огнём и мечом» (1883—1884), «Потоп» (1884—1886), «Пан Володыёвский» (1887—1888). Все они были встречены польскими читателями с восторгом и сегодня считаются классикой польской литературы. В первом романе отображается борьба шляхетской Речи Посполитой с казаками Хмельницкого. Во второй части трилогии воссоздаётся картина освободительной войны поляков со шведской интервенцией 1655—1656 годов. В третьем романе поэтизируются ратные подвиги польских рыцарей в период турецкого нашествия (1672—1673).
В психологическом романе «Без догмата» (1889—1890) изображён тип декадента-аристократа. В нём Сенкевич экспериментирует с самоанализом, выбирая для романа форму дневника, а сам роман при этом носит и натуралистические черты. Лев Толстой, которому чрезвычайно понравился роман, особенно выделил в нём «славянское толкование любви к женщине».
Некоторые сюжетные линии «Без догмата» были продолжены в объёмистом романе «Семья Поланецких» (1893—1894), образовав своеобразную дилогию. Идеализация дельца из шляхты контрастирует здесь с сатирическим изображением светского общества. Сам автор не причислял «Семью Поланецких» к числу своих крупных достижений, однако в России роман пользовался большой известностью.
В «Quo vadis» (в других русских переводах «Камо грядеши» и «Куда идёшь», 1894—1896) изображается борьба Нерона против христиан. Тем самым в романе проводится параллель борьбы ранних христиан против Нерона с борьбой поляков за независимость. Победа христианской духовности над материализмом Рима — это критика материализма и упадка, а также аллегория воспрянувшего духа в Польше.
Борьбе поляков и литвинов с Тевтонским орденом в конце XIV — начале XV веков посвящён роман «Крестоносцы» (1897—1900). В романе рассказывается о победе поляков над германцами, что имело политический подтекст, так как в это время наблюдается попытка германизации польского общества.
Роман «Омут» (1909—1910) повествует о событиях русской революции 1905—1907 годов с критической по отношению к социалистическому движению позиции.
В 1910—1911 годах написал приключенческую повесть для детей «В дебрях Африки» («В пустыне и в джунглях»). Роман об участии поляков в наполеоновских войнах «Легионы» (1913—1914) остался незаконченным.

## Значение
При жизни Сенкевич стал одним из самых известных и популярных польских писателей в Польше и за рубежом. После трилогии «Огнём и мечом», «Потоп», «Пан Володыёвский» стал польским писателем с самыми высокими заработками (за право издания трилогии в течение 20 лет получил от издателя 70 тысяч рублей).
Творчество Генрика Сенкевича сыграло большую роль в истории польской культуры и получило всемирное признание (Нобелевская премия по литературе, 1905, «За выдающиеся заслуги в области эпоса»). Его высоко ценили Л. Н. Толстой, Н. С. Лесков, А. П. Чехов, А. И. Эртель, А. И. Куприн, А. М. Горький и другие русские писатели. Роман «Quo vadis» переведён более чем на сорок языков. Большинство романов Сенкевича экранизировано. Самые известные экранизации: «Quo vadis» (1951, США), «Крестоносцы» (1960, Польша), «Пан Володыёвский» (1969, Польша), «Потоп» (1974, Польша), «Огнём и мечом» (1999, Польша), «Quo vadis» (2001, Польша).
В Риме, на Старой Аппиевой дороге (Via Appia Antica), стоит церковь Домине-Кво-Вадис (по преданию, на этом месте апостол Пётр, убегавший из Рима от гонений, встретил Христа и повернул обратно — этот эпизод описан в романе Сенкевича «Quo vadis»).

## Память
В церкви Домино-Кво-Вадис имеется бюст Сенкевича, поставленный польскими эмигрантами.
Также в его честь был назван самолёт Ил-62 с бортовым номером RA-86708.

## Галерея
- На портрете 1899 года
- Памятник в Ченстохове
- Музей Сенкевича в селе Обленгорек
- Бюст Сенкевича в церкви Домине-Кво-Вадис

## Произведения

### Романы
1. Историческая трилогия о Речи Посполитой
  1. «Огнём и мечом» / пол. Ogniem i mieczem (1883—1884)
  2. «Потоп» / пол. Potop (1884—1886)
  3. «Пан Володыёвский» / пол. Pan Wołodyjowski (1887—1888)
2. «Без догмата» / пол. Bez dogmatu (1889—1890)
3. «Семья Поланецких» / пол. Rodzina Połanieckich (1893—1894)
4. «Камо грядеши» / лат. Quo vadis (1894—1896)
5. «Крестоносцы» / пол. Krzyżacy (1897—1900)
6. «На поле славы» (1906).
7. «Омуты» / пол. Wiry (1909—1910)
8. «Легионы» / пол. Legiony (1913—1914)

### Повести и рассказы
1. «Напрасно» / пол. Na marne (1872)
2. «Юморески из портфеля Воршиллы» / пол. Humoreski z teki Worszyłły[пол.] (1872)
3. «Старый слуга» / пол. Stary sługa[пол.] (1875)
4. «Письма из путешествия» / пол. Listy z podróży[пол.] (1876—1878)
5. «Ганя» / пол. Hania (1876)
6. «Селим Мирза» / пол. Selim Mirza (1877)
7. «Эскизы углём» / пол. Szkice węglem (1877)
8. «Комедия ошибок» (Зарисовки из американской жизни) / пол. Komedia z pomyłek (1878)
9. «Янко-музыкант» / пол. Janko Muzykant[пол.] (1879) (экранизирован в 1930 г.)
10. «Из дневника познанского учителя» / пол. Z pamiętnika poznańsķiego nauczyciela[пол.] (1879)
11. «В прериях» / пол. Przez stepy[пол.] (1879)
12. «За хлебом» / пол. Za chlebem[пол.] (1880)
13. «На маяке» (также «Смотритель маяка») / пол. Latarnik (1882)
14. «Встреча в Марипозе» / пол. Wspomnienie z Maripozy[пол.] (1882)[20]
15. «Бартек-победитель» / пол. Bartek Zwycięzca (1882)
16. «Ангел» / пол. Jamioł (1882)
17. «Та третья» / пол. Ta trzecia (1888)
18. «Сахем» / пол. Sachem (1889)
19. «В дебрях Африки» / пол. W pustyni i w puszczy (1910—1911)

### Собрания сочинений на русском языке
- Полное собрание сочинений в пер. Ф. В. Домбровского, 2 изд., т. 1—7, СПБ—К.—Х., 1907—10
- Полное собрание сочинений в пер. В. М. Лаврова, т. 1—6, М., 1902—17
- Собрание сочинений, т. 1—16, М., 1914
- Собрание сочинений в 9 томах. — М.: Художественная лит-ра, 1983—1985.
- Собрание сочинений в 9 томах. — М.: Терра-Книжный клуб, 1998. — ISBN 5-300-00745-5